# Эстонская фабрика роялей
Эстонская фабрика роялей (эст. Estonia Klaverivabrik) была основана в 1893 году Эрнстом Хийзом в Таллине, Эстония. В настоящее время большинство роялей из Эстонии продаётся в Соединённых Штатах Америки, и страна занимает второе место в США по популярности среди европейских поставщиков роялей.

## История
Фабрика роялей была основана в 1893 году в Эстляндской губернии Российской империи эстонским мастером фортепиано и предпринимателем Эрнстом Хийзом.Он открывает в Таллинне небольшой цех по производству музыкальных инструментов, и в этом же году выпускает первый рояль, на котором красовалось тиснение «ESTONIA». К началу XX века в Эстонии существовало более двадцати маленьких фабрик по производству роялей. После Второй мировой войны практически все фабрики закрылись. В 1949 году, ко дню рождения Сталина, эстонский инженер Эрнст Хийз изготовил концертный рояль, который был передан в дар главе государства от Эстонской ССР.
Иосифу Сталину понравился рояль «Эстония», и 11 марта 1950 года он подписал указ организовать на базе таллиннской фабрики «Rahva Mööbel» изготовление концертных роялей, назначить Хийса главным инженером, а фабрику переименовать в «Таллиннскую фабрику роялей». Долгое время таллиннская фабрика была второй, после ленинградской фабрики «Красный Октябрь», производителем роялей в СССР. Заказов было достаточно по всему Советскому Союзу: концертные залы, консерватории и даже Кремль. С 1950 по 1990 годы предприятие выпускало две модели роялей (190 см и 273 см) для распространения на всей территории СССР.
После распада Советского союза в 1991 году, фабрика переживала тяжёлые времена, производство было остановлено. В 1993 году она была приватизирована управляющими. 
После банкротства и остановки фабрики в начале 1990-х годов, в 1995 году фабрика была продана Индреку Лаулю (в то время аспиранту Джульярдской школы в Нью-Йорке), который взял контроль над компанией. Фирма была Лаулем возрождена, он вложил средства в компанию и представил её продукцию для США. С этого момента компания провела редизайн модельного ряда, модернизировала производство, провела обучение мастеров по международным стандартам. В продукции стали использовать высокачественные материалы и оборудование. Из Евросоюза импортировались резонансные породы древесины, а также изготовленные фирмой «Renner» репетиционные механизмы[неизвестный термин] и основная механика с клавиатурой. По специальным заказам выполняются корпуса роялей из особо ценных пород дерева, таких как Mahogany и со встроенным электронным пиано-дисководом[неизвестный термин] европейского производства для исполнения ранее записанной музыки. Используются струны из Германии, деревянные детали из Италии и Швейцарии, металлическую раму отливают в Финляндии. Конструкция рояля включает колковый блок и колки от Biene Company. Уникальное конструктивное решение в роялях «Эстония» применяется для установки клавиатуры от Kluge (Германия), значительно улучшая игровые качества каждого инструмента.
В 2018 году торговый оборот предприятия составил 2 268 476 евро. По состоянию на 30 июня 2020 года численность персонала фабрики составляла 39 человек.

## Модели
По состоянию на апрель 2017 года имелись в продаже:
- студио-рояль Model 168 (168 см);
- кабинет-рояль Model 190 (190 см);
- кабинет-рояль Model 210 (210 см);
- кабинет-рояль Model 225 (225 см);
- концерт-рояль Model 274 (274 см).

## Фотографии

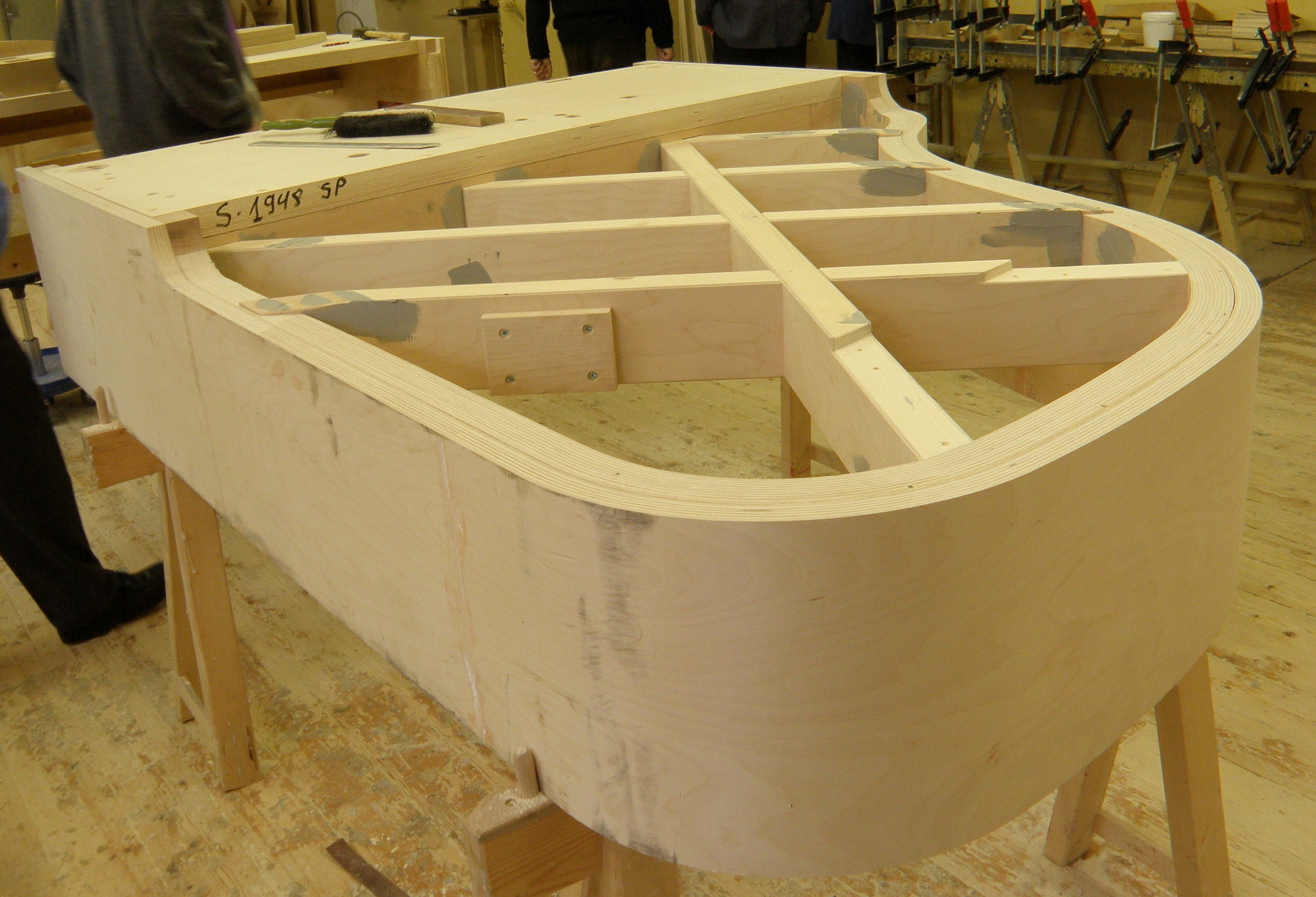
Начальный этап производства рояля «Эстония»
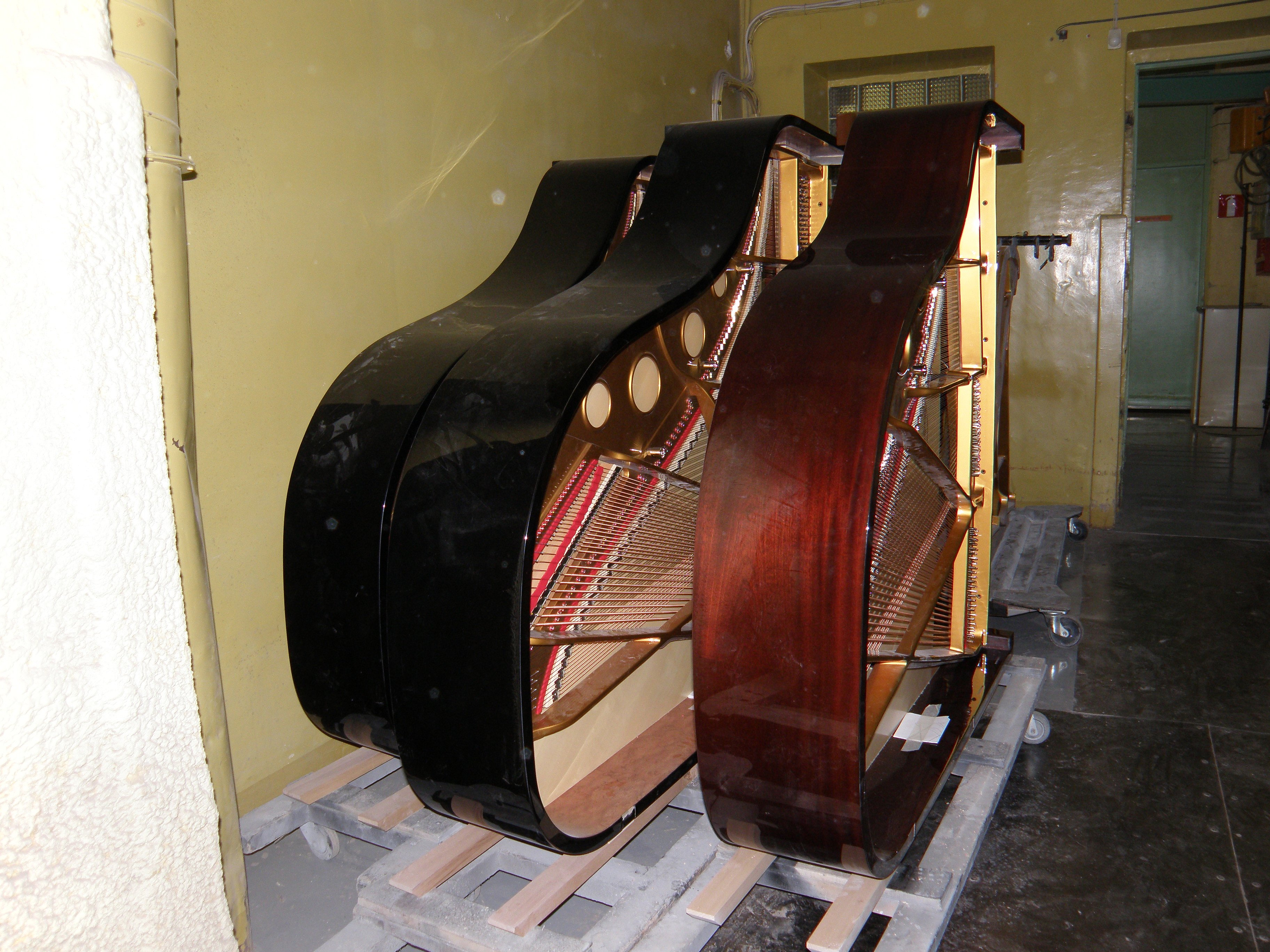
Производство роялей «Эстония»
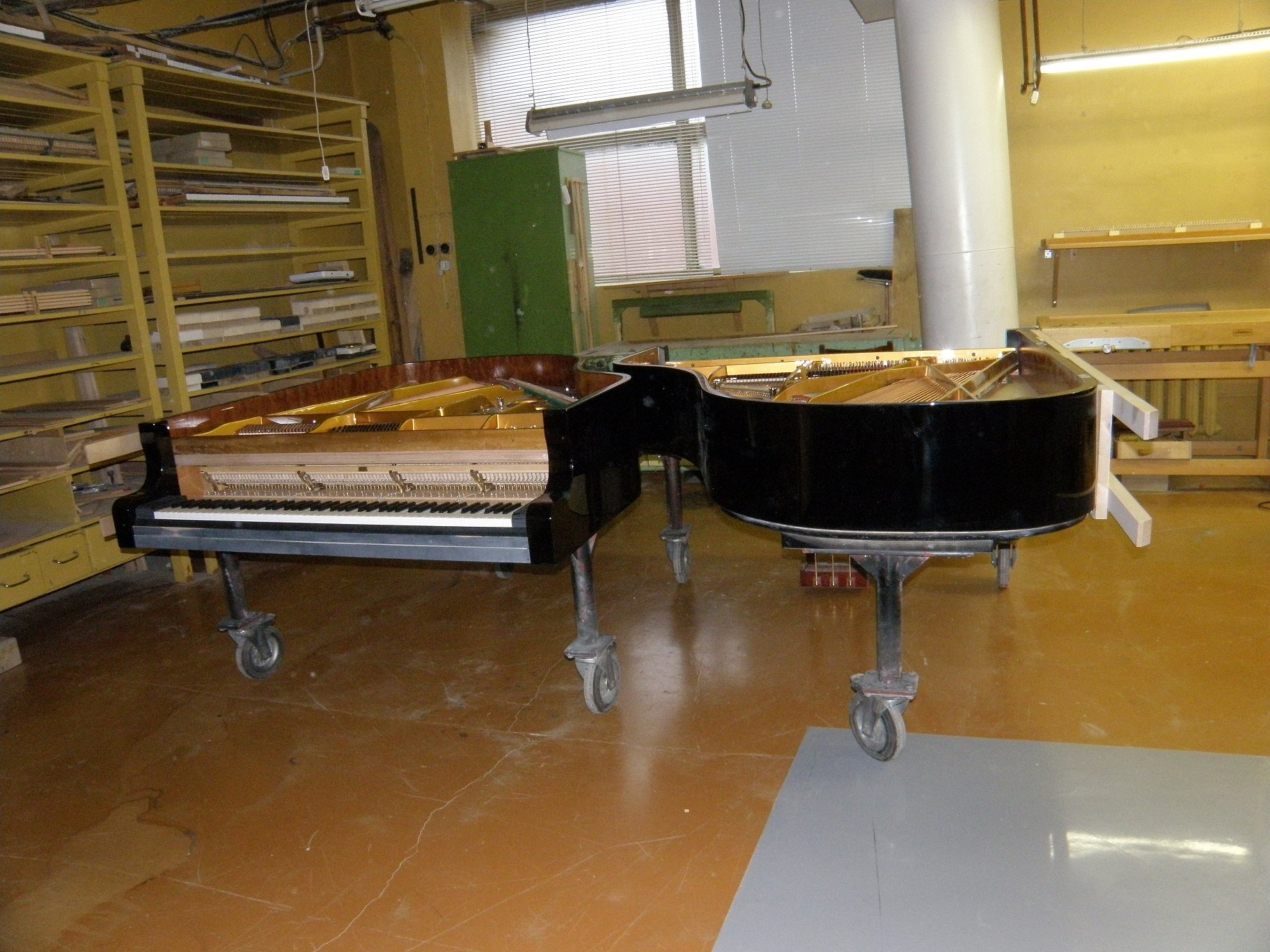
Один из этапов производства роялей «Эстония»
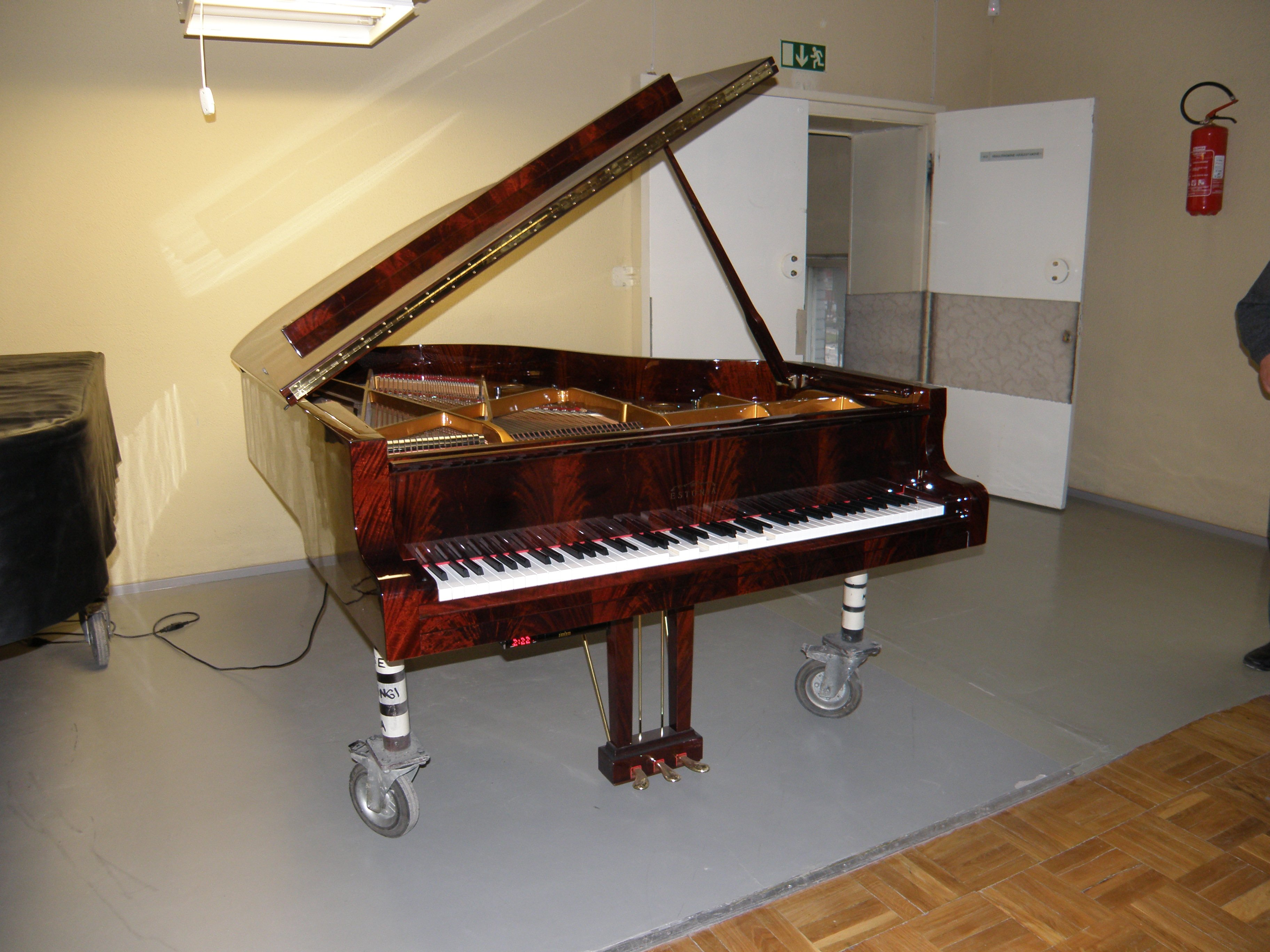
«Самоиграющий» рояль «Эстония»
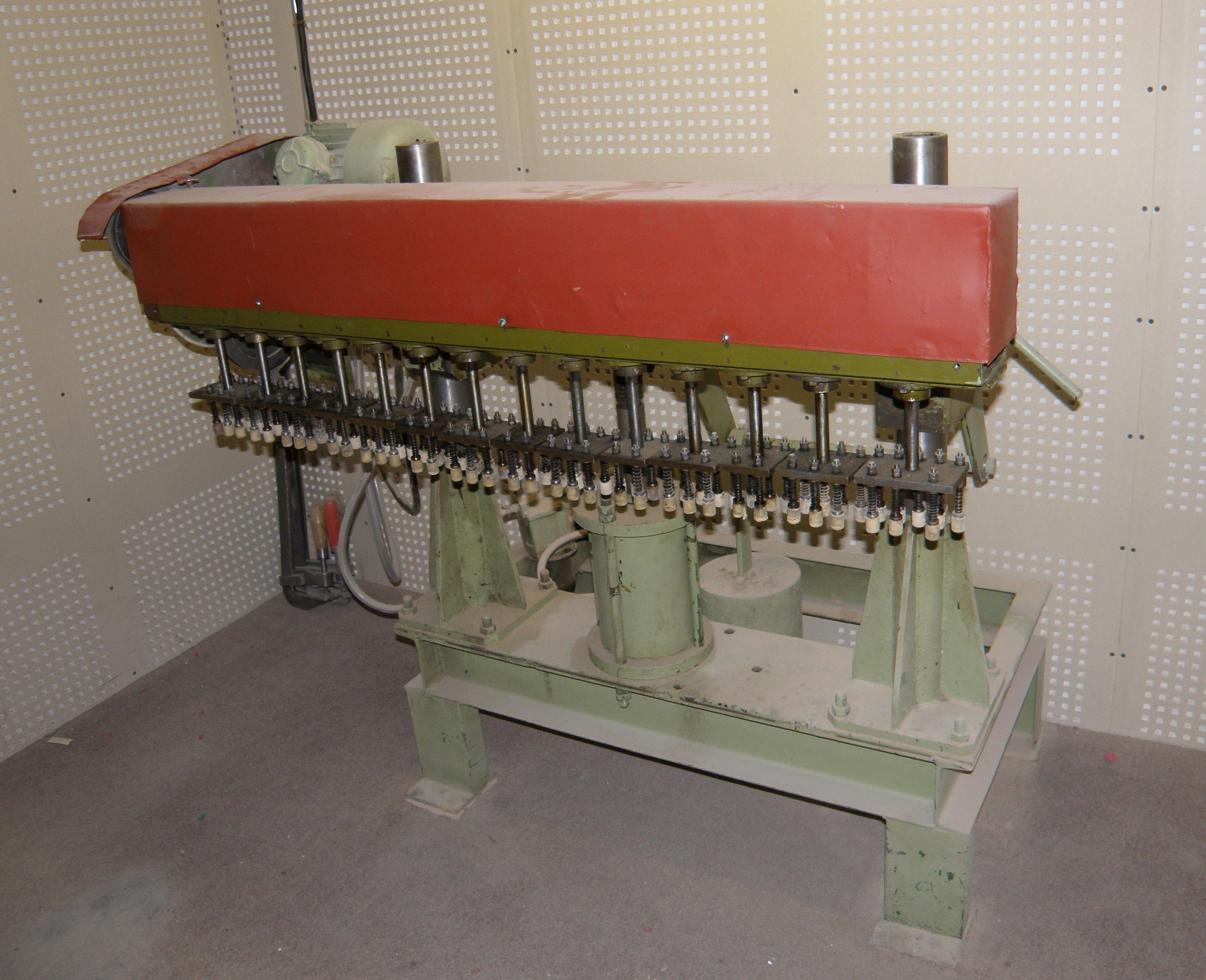
Внутренняя деталь рояля